# União de Rocha Miranda
O  Grêmio Recreativo Escola de Samba União de Rocha Miranda é uma escola de samba da cidade do Rio de Janeiro, com sede no bairro de Rocha Miranda. Inativa desde 1998, chegou a se inscrever para o desfile em 2015 e 2016, mas acabou por desistir do desfile antecipadamente, em ambas as oportunidades.
O sambista Xangô da Mangueira iniciou nessa escola.

## História
A escola de samba foi fundada por integrantes da Independente do Zumbi (1961-1978) que sentiram a necessidade de mudança, ante as fracas performances da agremiação que representava Rocha Miranda.
A agremiação estreou em  1979 no então quarto e último grupo, o 2-B e conseguiu a promoção, ao alcançar a 4ª posição, abaixo apenas de Foliões de Botafogo, Unidos de Nilópolis e Acadêmicos do Grande Rio. O enredo apresentado foi Desfile das flores.
Em 1980, sofreu o rebaixamento do Grupo 2-A (atual B) ao ficar na 9° posição, empatada com a Unidos de Nilópolis e à frente apenas da Unidos do Jacarezinho. Foi 9° colocada em 1981 no Grupo 2-B (atual C) com o enredo Papai, mamãe e vovó, apenas à frente da Império de Campo Grande. Mas, não houve descenso.
Em 1984, participou do Grupo 2-B (atual Grupo de acesso C), ficando em 3° lugar, mas não conseguindo o acesso, que foi conquistado pela União de Vaz Lobo e a Sereno de Campo Grande. 
Em 1985, foi a vice-campeã do mesmo grupo, perdendo o título para a Tradição, sendo promovida para o Grupo de acesso B no ano seguinte. 
Em 1986, já no Grupo 2-A (terceira divisão), sofreu o rebaixamento ao ficar em 10° lugar. No ano posterior, fez um carnaval apenas para se manter no então Grupo 4 (atual acesso C), alcançando o 4° lugar.
Em 1988, foi 3° no Grupo 4, não alcançando a sonhada promoção, que veio apenas para os dois primeiros colocados, que foram Viradouro e Leão de Nova Iguaçu. 
Em 1989, foi a campeã do Grupo 4 com o enredo chamado Arlindo Rodrigues, arlequim do carnaval.
Em 1990, houve uma total mudança de nomenclatura dos grupos e da divisão das escolas. O Grupo 4 virou o 3. E o último grupo passou a se chamar Grupo de Acesso, que seria uma espécie de grupo de avaliação para novas agremiações. A União de Rocha Miranda passou a integrar o Grupo 2 (atual acesso B), havendo acima o Grupo 1 (atual acesso A) e o Especial. Ficou apenas em 9° lugar, mas manteve-se no mesmo patamar para o ano seguinte. O enredo foi Mamãe eu quero Fernando Pinto, ziriguidum e carnaval. Foram promovidas naquele grupo a Leão de Nova Iguaçu e Império da Tijuca.
Em 1991, houve um novo retrocesso para a escola. Foi a última colocada, 12° lugar, com o enredo A coroação da Tia Ciata. A agremiação teria de voltar para o Grupo 3 (acesso C). 
Em 1993, rebaixada para o então Grupo de Acesso, o último, (atual Grupo de acesso D), pois ainda não existia o Grupo E, ficou apenas em 8°, mantendo-se com o enredo Zumbi dos Palmares. Na verdade, deveria ser a última pois Uraiti e Acadêmicos do Cachambi, naquela oportunidade, não desfilaram.
Em 1994, foi 8° novamente, ficando à frente apenas da co-irmã em agruras, a representante do bairro do Cachambi.
Em 1995, houve um novo remanejamento das escolas com uma nova criação de grupos. O grupo da elite continuou a se chamar Especial e abaixo vinham, na ordem, Acesso A, Acesso B, Grupo 1 e Grupo 2. A União de Rocha Miranda foi deslocada para o Grupo de acesso B e ficou na 13° colocação, sendo rebaixada. 
Em 1996, curiosamente, a escola estava no Grupo D. E o pior de tudo é que foi a última colocada, ficando em 11° lugar. Houve, de fato, um rebaixamento duplo. Restou apenas em 1997, para a agremiação de Rocha Miranda, desfilar no Grupo de acesso E, que foi criado no ano anterior, mas a União não desfilou. O enredo seria Samba Zambelê. Estava assim decretado o fim das participações da escola no carnaval carioca.

## Segmentos

### Presidentes
| Período      | Presidente             | Ref.  |
| ------------ | ---------------------- | ----- |
| 1991         | Joelson Estevão        | [ 4 ] |
| 1992 a 1997  | sem dados              | [ 4 ] |
| 2015 e Atual | Mário Luis Alves Pedro | [ 5 ] |

### Diretores
| Ano  | Diretor de Carnaval                                                     | Diretor geral de harmonia | Mestre de bateria | Ref. |
| ---- | ----------------------------------------------------------------------- | ------------------------- | ----------------- | ---- |
| 2019 | Comissão de Carnaval (Beleu, Marley Alves, Jorge Knawer e Marcos Paulo) | Dudu Harmonia             | Bruno Camargo     |      |

### Coreógrafo
| Ano  | Nome   | Ref. |
| ---- | ------ | ---- |
| 2019 | Kriolo |      |

### Casal de Mestre-sala e Porta-bandeira
| Ano  | Nome | Ref. |
| ---- | ---- | ---- |
| 2019 |      |      |

### Rainhas de bateria
| Período | Nome | Ref. |
| ------- | ---- | ---- |
| 2019    |      |      |

## Carnavais
| Ano                         | Colocação                   | Grupo                       | Enredo                                                                         | Carnavalesco                 | Intérprete                  | Ref.        |
| --------------------------- | --------------------------- | --------------------------- | ------------------------------------------------------------------------------ | ---------------------------- | --------------------------- | ----------- |
| 1979                        | 4º lugar                    | 2B                          | Desfile das Flores Intérprete: João do Vale                                    | Wilson Miranda               | João do Vale                | [ 7 ]       |
| 1980                        | 9º lugar                    | 2A                          | O Segredo da Noite Intérprete: João do Vale                                    | Wilson Miranda               | João do Vale                | [ 6 ] [ 7 ] |
| 1981                        | 9º lugar                    | 2A                          | Papai, mamãe e vovó Intérprete: João do Vale                                   | Wilson Miranda               | João do Vale                | [ 6 ] [ 7 ] |
| 1982                        | 6º lugar                    | 2B                          | A festa do Bonfim Intérprete: João do Vale                                     | Wilson Miranda               | João do Vale                | [ 6 ] [ 7 ] |
| 1983                        | 4º lugar                    | 2B                          | Festa das bandeiras Intérprete: João do Vale                                   | Wilson Miranda               | João do Vale                | [ 6 ] [ 7 ] |
| 1984                        | 3º lugar                    | 2B                          | De D. João VI a Joãozinho Trinta Intérprete: João do Vale                      | Wilson Miranda               | João do Vale                | [ 6 ] [ 7 ] |
| 1985                        | Vice-Campeã                 | 2B                          | Taí, Carmem Miranda Intérprete: João do Vale                                   | Wilson Miranda               | João do Vale                | [ 6 ] [ 7 ] |
| 1986                        | 10º lugar                   | 2A                          | As Festas Intérprete: João do Vale                                             | Wilson Miranda               | João do Vale                | [ 6 ] [ 7 ] |
| 1987                        | 4º lugar                    | 4                           | Natal, Vulto de Notável Mérito Intérprete: João do Vale                        | José Eugênio                 | João do Vale                | [ 6 ] [ 7 ] |
| 1988                        | 3º lugar                    | 4                           | Um século e daí ou A sombra da ilusão de uma raça Intérprete: João do Vale     | José Eugênio                 | João do Vale                | [ 6 ] [ 7 ] |
| 1989                        | Campeã                      | 4                           | Arlindo Rodrigues, Arlequim do Carnaval Intérprete: João do Vale               | José Eugênio                 | João do Vale                | [ 6 ] [ 7 ] |
| 1990                        | 9º lugar                    | B                           | Mamãe, eu quero Fernando Pinto, ziriguidum e carnaval Intérprete: João do Vale | Marcio Darion e Sergio Caput | João do Vale                | [ 6 ] [ 7 ] |
| 1991                        | 12º lugar                   | B                           | A coroação de Tia Ciata, mãe da batucada brasileira Intérprete: João do Vale   | Marcio Darion e Sergio Caput | João do Vale                | [ 6 ] [ 7 ] |
| 1992                        | 10º lugar                   | C                           | Negro Brasil, das Raízes Africanas ao Delírio Barroco Intérprete: João do Vale | Marcio Darion e Sergio Caput | João do Vale                | [ 6 ] [ 7 ] |
| 1993                        | 8º lugar                    | Avaliação                   | Zumbi, rei dos Palmares Intérprete: João do Vale                               | Marcio Darion e Sergio Caput | João do Vale                | [ 6 ] [ 7 ] |
| 1994                        | 8º lugar                    | Avaliação                   | Rocha Miranda e Suas Pedras Preciosas                                          |                              |                             | [ 8 ]       |
| 1995                        | 13º lugar                   | Acesso B                    | O Grito da Flor                                                                |                              |                             | [ 9 ]       |
| 1996                        | 12º lugar                   | Grupo B                     | Século XVII, o Brasil se Veste de Dourado                                      |                              |                             | [ 10 ]      |
| 1997                        | 7º lugar                    | E                           | Samba Zambelê Intérprete: João do Vale                                         | Vandinho                     | João do Vale                | [ 6 ] [ 7 ] |
| Não desfilou de 1998 a 2014 | Não desfilou de 1998 a 2014 | Não desfilou de 1998 a 2014 | Não desfilou de 1998 a 2014                                                    | Não desfilou de 1998 a 2014  | Não desfilou de 1998 a 2014 | [ 6 ] [ 7 ] |
| 2015                        | Não desfilou                | Não desfilou                | Sou Criança, Sou Feliz!                                                        | Jorge Knnawer                | -                           | [ 11 ]      |
| Não desfilou de 2016 a 2018 |                             |                             |                                                                                |                              |                             |             |
| 2019                        | -                           | E                           | Simplesmente Oxum                                                              | Jorge Knnaer                 | -                           |             |